# Pyrenacantha glabrescens
Pyrenacantha glabrescens är en tvåhjärtbladig växtart som först beskrevs av Adolf Engler, och fick sitt nu gällande namn av Adolf Engler. Pyrenacantha glabrescens ingår i släktet Pyrenacantha och familjen Icacinaceae. Inga underarter finns listade i Catalogue of Life.